# Christian Lusch
Christian Lusch (n. 19 februarie 1981, Bühl, Republica Federală Germania, Germania) este un trăgător de tir ce a reprezentat Germania, medaliat olimpic. A participat la o ediție a Jocurilor Olimpice (2004) în care a câștigat o medalie de argint.

## Participări
Lista de mai jos prezintă principalele competiții la care a participat Christian Lusch de-a lungul carierei.
- shooting at the 2004 Summer Olympics – men's 50 metre rifle prone[*]